# Stomatochaeta condensata
Stomatochaeta condensata là một loài thực vật có hoa trong họ Cúc. Loài này được (Baker) Maguire & Wurdack miêu tả khoa học đầu tiên năm 1957.